# Leonel Pilipauskas
Leonel Eduardo Pilipauskas Rodríguez (Montevideo; 18 de mayo de 1975) es un exfutbolista y entrenador uruguayo. 
Jugaba de defensa y su último equipo fue Boston River de la Primera División de Uruguay.
Actualmente es Segundo entrenador del Bella Vista.

## Clubes

### Jugador
| Club                | País      | Año       |
| ------------------- | --------- | --------- |
| Bella Vista         | Uruguay   | 1994-1999 |
| Atlético de Madrid  | España    | 1999-2000 |
| Peñarol             | Uruguay   | 2001-2004 |
| Fénix               | Uruguay   | 2004      |
| Instituto           | Argentina | 2005-2008 |
| Fénix               | Uruguay   | 2008-2009 |
| Platense            | Argentina | 2009-2010 |
| Fénix               | Uruguay   | 2010-2011 |
| Bella Vista         | Uruguay   | 2012-2013 |
| Deportivo Maldonado | Uruguay   | 2013-2014 |
| Boston River        | Uruguay   | 2014-2017 |

### Entrenador
| Club                           | País    | Año       |
| ------------------------------ | ------- | --------- |
| Villa Española (2º entrenador) | Uruguay | 2016-2019 |
| Bella Vista (2º entrenador)    | Uruguay | 2020-     |

## Palmarés

### Torneos nacionales
| Título              | Club    | País    | Año  |
| ------------------- | ------- | ------- | ---- |
| Campeonato Uruguayo | Peñarol | Uruguay | 2003 |